# Авга
Авга (на старогръцки: Αὔγη, Aúge) в древногръцката митология е дъщеря на цар Алей (син на Афид) и неговата племеничка Неайра (Neaera or Neaira). Тя е сестра на Ликург, Кефей и Амфидам (един от Аргонавтите). Съпруга е на Херакъл и майка на Телеф.
Алей прави дъщеря си Авга жрица на Атина в Тегея и я заплашва, че ще умре, ако легне с мъж, понеже един оракул предсказал, че ще бъде убит от син на Авга. Когато Херакъл гостувал при Алей, изнасилва жрецата. Авга се стреми да скрие бременността си, което не се харесва на нейната богинята. Тя изпраща епидемия на територията на Алей. Откриват, че причината е бременността на Авга. Баща ѝ не посмява да я убие, а я дава на съседния цар Навплий от Евбея. По пътя за него тя ражда син си Телеф. Навплий трябва да я хвърли в морето, но я изхвърля в сандък. Този сандък е изхвърлен в Мизия, където цар Тевтрант я намира в пясъка, взема я при себе си и се жени за нея. По други източници той я осиновява и тя
открива сина си, който я признава за негова майка и цар Тевтрант ги изпраща в родината ѝ.
Гробът на Авга се намира в Пергамон на брега на Кайкос (Kaïkos, Bakırçay).